# روسلزهایم
شهر روسلزهایم (به آلمانی: Rüsselsheim am Main) در ایالت هسن مابین فرانکفورت و ماینتس در کشور آلمان واقع شده‌است. با حدود ۶۶٫۰۰۰ نفر جمعیت، بزرگترین شهر در منطقه گروس-گراو و دهمین شهر بزرگ ایالت هسن و همچنین بخشی از منطقه شهری فرانکفورت می‌باشد. روسلزهایم در پایین رودخانه ماین چند کیلومتر قبل از تلاقی آن با رودخانه راین واقع شده‌است.
این شهر در فاصله چند کیلومتری فرودگاه بین‌المللی فرانکفورت قرار دارد و بعلت نزدیکی به شهرهای بزرگ مهاجران زیادی در آن زندگی می‌کنند. یونانی‌ها و ترکها از مهاجران غالب این شهر هستند.
روسلزهایم به دلیل وجود شرکت خودروسازی اوپل در این شهر شهرت جهانی پیدا کرده‌است. روسلزهایم زادگاه آدام اوپل (Adam Opel) مخترع و بنیانگذار شرکت خودروسازی اوپل می‌باشد.